# Rhinelander (Wisconsin)
 Rhinelander  ist eine Stadt (mit dem Status „City“) und Verwaltungssitz des Oneida County im US-amerikanischen Bundesstaat Wisconsin. Im Jahr 2010 hatte Rhinelander 7798 Einwohner.
Rhinelander ist die Heimat des Hodag, eines fiktiven Tieres, das wie folgt beschrieben wurde: „der Kopf eines Frosches, das grinsende Gesicht eines riesigen Elefanten, starke kurze Beine, die in sehr großen Klauen enden, der Rücken eines Dinosauriers und ein langer Schwanz ohne Spitze am Ende“. Der Hodag ist das Maskottchen der Stadt und der lokalen High School. Das Stadion der Rhinelander High School ist nach dem Footballstar Mike Webster benannt, der diese High School besucht hat.

## Geographie
Rhinelander liegt im Norden Wisconsins, beiderseits des in den Mississippi mündenden Wisconsin River. Die geographischen Koordinaten von Rhinelander sind 45°38′12″ nördlicher Breite und 89°24′43″ westlicher Länge. Das Stadtgebiet erstreckt sich über eine Fläche von 22,3 km2.
Nachbarorte von Rhinelander sind Roosevelt (10 km ostnordöstlich), Malvern (13,3 km ostsüdöstlich), Woodboro (12,7 km westlich) und Newbold (12,5 km nordwestlich).
Die nächstgelegenen größeren Städte sind Green Bay am  Michigansee (217 km südöstlich), Appleton (227 km südsüdöstlich), Wisconsins größte Stadt Milwaukee (366 km in der gleichen Richtung), Wausau (90,9 km südlich), Wisconsins Hauptstadt Madison (316 km in der gleichen Richtung), Eau Claire (245 km südwestlich), die Twin Cities in Minnesota (366 km westsüdwestlich) und Duluth am Oberen See in Minnesota (301 km nordwestlich).

## Verkehr
Der U.S. Highway 8 verläuft in West-Ost-Richtung entlang der südlichen Stadtgrenze von Rhinelander. Im Zentrum der Stadt treffen die Wisconsin State Highways 17 und 47 zusammen. Alle weiteren Straßen sind untergeordnete Landstraßen, teils unbefestigte Fahrwege sowie innerörtliche Verbindungsstraßen.
Durch Rhinelander verläuft für den Frachtverkehr eine Eisenbahnstrecke der Canadian National Railway (CN).
Mit dem Rhinelander–Oneida County Airport befindet sich im Westen des Stadtgebiets ein Regionalflughafen.

## Geschichte
Die Stadt, die zunächst Pelican Rapids hieß, ist nach F. W. Rhinelander benannt, einem Präsidenten der Lakeshore and Western Railroad.
Der FBI-Agent Melvin Purvis war mit der Großfahndung nach den Verbrechern um John Dillinger, die im mittleren Westen der USA vor allem durch Bankraub und Gefängnisausbrüche auf sich aufmerksam machten, betraut worden. Als sich die Bande auf der Flucht vor den Behörden in einer Waldhütte in Rhinelander versteckte, spürte die Polizei durch Hinweise der Anwohner dieses Versteck auf. Purvis führte am 22. April 1934 ein Festnahmekommando an. Die Bande konnte jedoch, nach einem blutigen Feuergefecht mit drei Toten und vielen Verletzten, entkommen.

## Bevölkerung
Nach der Volkszählung im Jahr 2010 lebten in Rhinelander 7798 Menschen in 3545 Haushalten. Die Bevölkerungsdichte betrug 349,7 Einwohner pro Quadratkilometer. In den 3545 Haushalten lebten im statistischen Mittel je 2,1 Personen.
Ethnisch betrachtet setzte sich die Bevölkerung zusammen aus 95,2 Prozent Weißen, 1,0 Prozent Afroamerikanern, 1,2 Prozent amerikanischen Ureinwohnern, 0,7 Prozent Asiaten sowie 0,2 Prozent aus anderen ethnischen Gruppen; 1,6 Prozent stammten von zwei oder mehr Ethnien ab. Unabhängig von der ethnischen Zugehörigkeit waren 1,3 Prozent der Bevölkerung spanischer oder lateinamerikanischer Abstammung.
21,2 Prozent der Bevölkerung waren unter 18 Jahre alt, 59,7 Prozent waren zwischen 18 und 64 und 19,1 Prozent waren 65 Jahre oder älter. 53,0 Prozent der Bevölkerung war weiblich.
Das mittlere jährliche Einkommen eines Haushalts lag bei 32.419 USD. Das Pro-Kopf-Einkommen betrug 21.033 USD. 19,4 Prozent der Einwohner lebten unterhalb der Armutsgrenze.

## Bekannte Bewohner
- Jason Doering, American-Football-Spieler
- Dan Forsman, Golfer
- Rita Gross (* 6. Juli 1943; † 11. November 2015 in Eau Claire), buddhistische Religionswissenschaftlerin und Feministin
- Vanessa Semrow, Model
- Dale Wasserman (* 2. November 1914; † 21. Dezember 2008 in Paradise Valley, Arizona), Schriftsteller
- T. V. Olsen, Schriftsteller